# ヒカリへ (ザ・ベイビースターズの曲)
「ヒカリへ」は、日本のロックバンド・ザ・ベイビースターズの1作目のシングル。

## 概要
- メジャーデビューシングル。
- 表題曲はアニメ『ONE PIECE』の3rdオープニングテーマに起用された。

## 収録内容
| 全編曲: ザ・ベイビースターズ。 |                             |            |       |
| #                              | タイトル                    | 作詞・作曲 | 時間  |
| 1.                             | 「ヒカリヘ」                | 田中明仁   | 3:44  |
| 2.                             | 「happy days?」             | 高橋りきや | 3:46  |
| 3.                             | 「ヒカリヘ <instrumental>」 | 田中明仁   | 3:45  |
| 合計時間:                      | 合計時間:                   | 合計時間:  | 11:15 |

## タイアップ
- フジテレビ系列アニメ『ONE PIECE』第3期オープニングテーマ (#1)

## 収録アルバム
- ベビスタ (#1)
- ワンピース TV主題歌集DVD (#1 TVサイズ)
- ONE PIECE BEST ALBUM〜ワンピース主題歌集 2ndピース〜 (#1)
- ONE PIECE SUPER BEST (#1)
- ONE PIECE MEMORIAL BEST (#1)
- ONE PIECE 15th Anniversary BEST ALBUM (#1)
- アニソンLOVE! 紅組 (#1)
- 週刊少年ジャンプ50th Anniversary BEST ANIME MIX vol.1 (#1)
- ONE PIECE 20th Anniversary BEST ALBUM (#1)

## カバー
- The Sketchbook（2014年、アルバム「超新世代アニソンBEST!! 2000年代編〜The SketchRock〜」に収録）
- リクヲ from アバンティーズ（2020年、アルバム「ONE PIECE MUUUSIC COVER ALBUM」に収録）